# Christian Cornelius Lerche
 Der er flere personer med dette navn, se Christian Lerche (flertydig).
Christian Cornelius lensgreve Lerche(-Lerchenborg) (født 2. september 1770, død 26. april 1852) var en dansk lensbesidder, godsejer og amtmand, der var den første lensgreve af Grevskabet Lerchenborg fra 1818 til 1852.
Han var bror til Carl Georg Frederik Lerche og Georg Flemming Lerche.

## Biografi
Han blev født 2. september 1770 i København som søn af gehejmeråd Georg Flemming Lerche til stamhuset Lerchenborg (9. februar 1735 – 23. oktober 1804) og Hedwig Catharina von Krogh (3. februar 1739 – 6. oktober 1818). Han blev 1785 privat dimitteret til Universitetet, 1789 juridisk kandidat, var derefter indtil 1797 auskultant i Rentekammeret og 1808-11 amtmand over Holbæk Amt, men måtte af hensyn til sine landejendomme opgive denne stilling, som han efter kongens ønske havde overtaget. 1818 blev han, der under krigen på forskellige måder havde vist sin patriotiske offerberedvillighed, optaget i den danske grevestand og fik stamhuset Lerchenborg m.v., hvis besiddelse han 1804 havde tiltrådt, oprettet til et lensgrevskab. 1832 var han medlem af de 35 "oplyste Mænds" forsamling og 1835-46 medlem af de forskellige stænderforsamlinger for Østifterne. 1789 blev han kammerjunker, 1803 kammerherre, 1844 gehejmekonferensråd, 1840 Kommandør og 1846 Storkors af Dannebrogordenen. Med stor dygtighed tog han sig af sine omfattende landejendomme og viste i det hele taget en levende interesse for alle landbruget vedrørende forhold, hvilket bl.a. lagde sig for dagen i forskellige bidrag til landøkonomiske skrifter. Han døde på Lerchenborg den 26. april 1852 og er begravet ved Årby Kirke.

## Ægteskaber og børn
Han blev gift 1. gang (26. juni 1790) med Ulrikke Sophie von Levetzow (12. august 1771 – 3. februar 1803), en datter af gehejmekonferensråd Heinrich von Levetzow, 2. gang (3. oktober 1807) med Wilhelmine Dorothea Cathrine von Krogh (16. juni 1788 – 9. november 1848), en datter af gehejmekonferensråd Frederik Ferdinand von Krogh. Hans datter i første ægteskab Henriette Vilhelmine blev gift med Christian Tillisch.